# 赤ひげ大賞

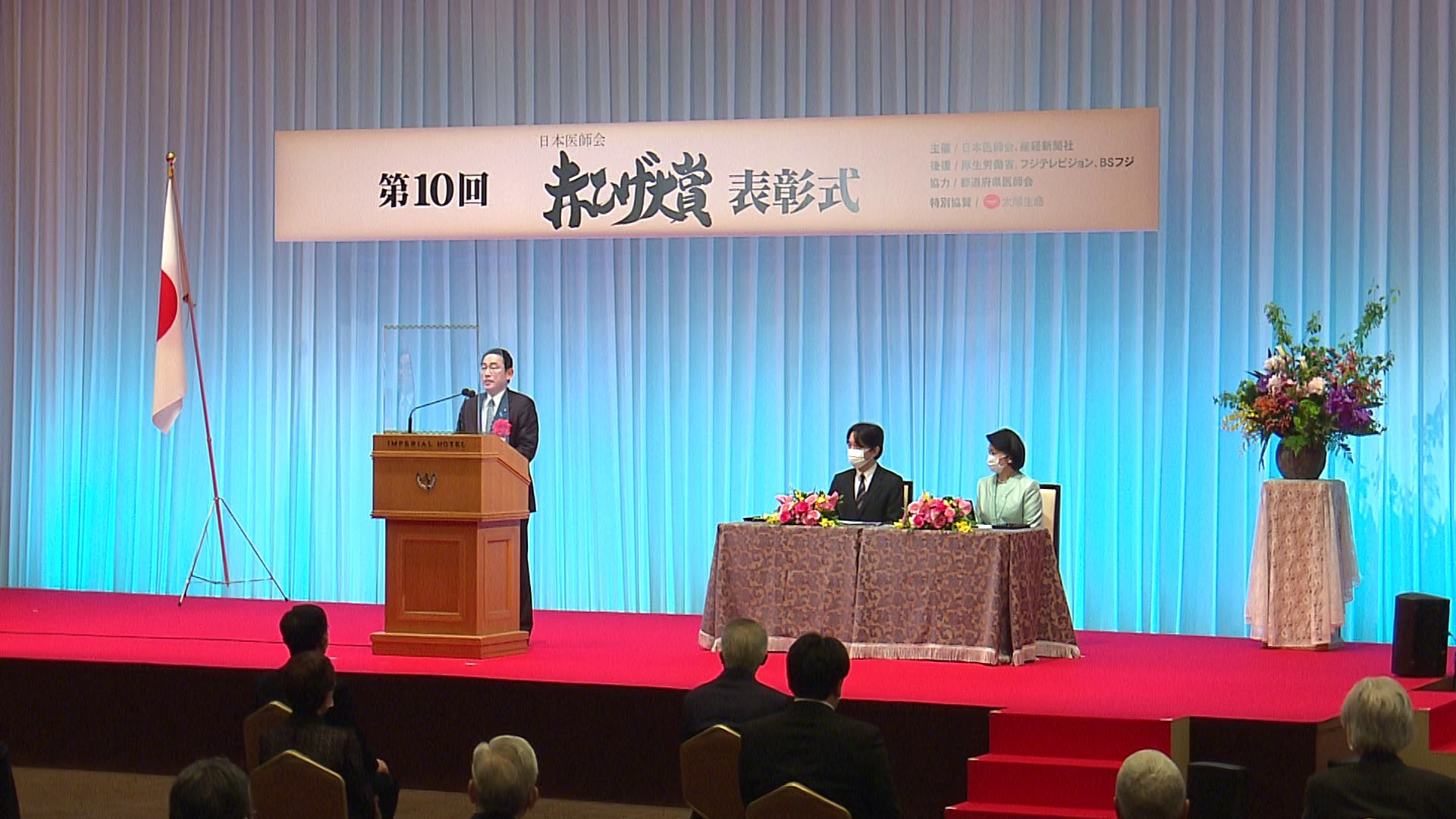
秋篠宮文仁親王、同妃紀子臨席の下演説する岸田文雄首相（2022年5月12日）

赤ひげ大賞（あかひげ たいしょう）は、日本医師会と産経新聞社が共催している賞。厚生労働省とフジテレビジョン、BSフジが後援し、太陽生命保険株式会社が特別協賛している。

## 概要
全国の都道府県医師会の推薦した「地域の医療現場で長年にわたり、健康を中心に地域住民の生活を支えている医師」を対象とし、毎年5人を選定して表彰する。その活動を顕彰することで、各地の医療環境整備、医療活動の充実に寄与することを目的としており、2012年（平成24年）に創設された。
「赤ひげ大賞」の名称は、山本周五郎の時代小説「赤ひげ診療譚」に由来して命名された。大賞という名称だが、受賞者からさらに大賞授与者を選定しない。受賞者には表彰状のほか、トロフィーと副賞100万円が、世界医師会の第68代会長横倉義武（日医の第19代会長）と、産経新聞社代表取締役社長の飯塚浩彦から手渡される。各医師会から推薦された候補者にも、その功績を称え感謝状が贈られる。
横倉会長は、赤ひげ大賞の意義と受賞・推薦された医師について、「「赤ひげ先生」といえば、貧しく不幸な人々に寄り添い、身を粉にして働く頼もしい医師というイメージ。病に苦しむ人がいれば何としても助けたいというのが医療人の願いであり、医療の本質は当時も今も変わらない」と述べる一方、いわゆる2025年問題（※）を踏まえ、「かかりつけ医を中心とした地域のネットワークを作らなくてはいけません。地域住民の方々に寄り添った形での医療の一層の展開に向け、全国の赤ひげ先生の活躍に期待しています」と期待。「『人生100年時代』で、明るい高齢社会としていくためにも、日頃からの健康管理とともに地域住民の方々に寄り添った形で医療を展開している"赤ひげ先生"の重要性がますます高まっている」と述べ、日医としてもその活動に対するバックアップに努めていく意向を示した。
※ ＝団塊の世代が後期高齢者（75歳以上）となる平成37年、高齢化社会のピークを迎え、介護・医療費など社会保障費の急増が懸念される問題
なお、受賞・推薦の対象の医師もさまざまで、「地区唯一の医師として3カ所の診療所を守る」「離島・へき地医療の充実と向上に尽力」といった医師から、「多言語を用いて在住外国人の健康を支援」「多職種と連携して患者に寄り添う都市型『赤ひげ』」医師まで多岐にわたる。
第1回表彰式は2013年3月に行われ、皇太子と同妃が列席した。第2回以降は安倍晋三内閣総理大臣らが列席。2016年1月の第4回表彰式で、安倍首相は「1億総活躍社会。国民ひとり一人が地域で生き生きと活躍するため、人々のそばに寄り添うかかりつけ医の存在が必要だ」と述べた。
式の模様などは、産経新聞の紙面、ニュースサイト「産経ニュース」、日本医師会の「日医ニュース」などで紹介されるほか、ＢＳフジで特別番組「密着！かかりつけ医たちの奮闘」などとして全国に放送。「日本医師会雑誌」に受賞者の紹介冊子が同梱される。
2018年（平成30年）の第6回表彰から太陽生命保険株式会社が特別協賛している。それまでは、ジャパンワクチン株式会社が特別協賛していた。
第6回表彰では、2011年発生の東日本大震災からの復興が「いまだ道半ばである現状を忘れてはならない」との選考委員の思いを踏まえ、自ら被災しながら、被災者支援に当たった医師2人に「選考委員特別賞」を贈り、その活動を顕彰した。

## 「赤ひげ大賞」歴代受賞者
- 第1回（2013年）（平成25年） - 松田好人（北海道、名寄市風連国民健康保険診療所所長）、久藤真（三重県、久藤内科理事長）、横手英義（和歌山県、横手クリニック院長）、鈴木強（広島県、鈴木クリニック院長）、中野俊彦（大分県、直耕団吉野診療所所長）
- 第2回（2014年） - 下田憲（北海道、けん三のことば館クリニック院長）、野村良彦（神奈川県、野村内科クリニック院長）、小鳥輝男（滋賀県、小串医院院長）、大岩香苗（兵庫県、大岩診療所院長）、白石吉彦（島根県、隠岐広域連合立隠岐島前病院院長）
- 第3回（2015年） - 岩田千尋（岩手県、岩手県立大槌病院院長）、西嶋公子（東京都、西嶋医院院長）、鬼頭秀樹（徳島県、那賀町立上那賀病院院長）、二ノ坂保喜（福岡県、にのさかクリニック院長）、古川誠二（鹿児島県、パナウル診療所所長）
- 第4回（2016年） - 高橋昭彦（栃木県、ひばりクリニック院長）、山中修（神奈川県、ポーラのクリニック院長）、土川権三郎（岐阜県、丹生川診療所所長）、高見徹（鳥取県、日南町国民健康保険日南病院名誉院長）、緒方健一（熊本県、おがた小児科・内科医院理事長）
- 第5回（2017年） - 下田輝一（秋田県、山内診療所院長、大森英俊（茨城県、大森医院院長）、明石恒浩（神奈川県、ザ・ブラフ・メディカル＆デンタル・クリニック院長）、大森浩二（京都府、大森医院院長）、瀬戸上健二郎（鹿児島県、薩摩川内市下甑手打診療所前所長）
- 第6回（2018年） - 藤巻幹夫（新潟県、藤巻医院理事）、河井文健（静岡県、河井医院理事長・院長）、塚本眞言（岡山県、塚本内科医院理事長・院長）、松原奎一（香川県、松原病院理事長）、水上忠弘（佐賀県、水上医院理事長・院長）、鎌田眞人（宮城県、歌津八番クリニック理事長・院長）、佐藤徹（宮城県、佐藤徹内科クリニック理事長・院長）。選考委員特別賞 - 鎌田眞人（宮城県、歌津八番クリニック 理事長・院長）、佐藤徹（宮城県、佐藤徹内科クリニック理事長・院長）

## 選考委員
羽毛田信吾、向井千秋、檀ふみ、ロバート・キャンベル。
過去の選考委員は、山田邦子、小林光恵、神田裕二（厚生労働省医政局長）、河合雅司、日本医師会役員らがいる。